# Lactuca canadensis
Lactuca canadensis es una especie de lechuga silvestre conocida por los nombres comunes, lechuga canadiense, lechuga silvestre canadiense, lechuga alta y lechuga azul de Florida. Su verdadero rango nativo no está claro, pero se considera que es originario de las partes orientales y centrales de América del Norte. Se naturalizó en la parte occidental del continente, así como en Eurasia.
En general, Lactuca canadensis es una hierba bienal en la familia de las margaritas que crece desde una raíz hasta una altura máxima de 50 a 200 cm o más. Las hojas son profundamente lobuladas y ocasionalmente dentadas. La parte superior del tallo tiene una inflorescencia con muchas cabezas de flores, cada una de hasta 1 cm de ancho cuando está abierta. Las cabezas tienen muchos flósculos de color amarillo pálido, pero no tienen flósculos de disco. La fruta es un aquenio de color oscuro de aproximadamente medio centímetro de largo con un papus blanco.

## Descripción
Dicotiledónea anual bienal que puede parecer una planta herbácea, pero es variable en apariencia. Por lo general, mide 7.6 cm-20.3 cm de altura, pero se puede encontrar hasta 25.4 cm y 7.6 cm de ancho con una forma oblonga, más ancha en las bases y puede llegar a la punta. El tallo es glabro y con frecuencia glauco, de color verde claro o rojizo. Las hojas se alternan principalmente con lóbulos pinnados profundos, sin embargo, las hojas pequeñas tienen lóbulos poco profundos o ninguno en absoluto. El color de la superficie de la hoja varía de brillante a opaco en claro a verde oscuro, pigmentos que a veces pueden aparecer en color morado o amarillo. Las hojas están ligeramente dentadas a lo largo de los márgenes con pelos pequeños a lo largo de la parte inferior de la vena de la hoja.

Las cabezas de las flores tienen aspecto de diente de león, se adhieren en el vértice del tallo y miden 8 mm de ancho. Los flósculos son de color amarillento o ligeramente rojo a naranja, consistiendo en 12-25 por planta. La base de la cabeza de la flor tiene varias brácteas florales de color verde claro y glabras. Las flores florecen a fines del verano o principios del otoño durante aproximadamente 3-4 semanas. La flor no parece emitir un olor notable. Después del período de floración, las flores son reemplazadas por aquenios oscuros con mechones de pelo blanco. Su aquenio tiene una cresta longitudinal, puede tener manchas negras en ambos lados y se distribuye por el viento. Son ovoides; ligeramente aplanados, pero de forma curva. Una planta puede tener brotes, flores y aquenios simultáneamente. Las raíces son unas raíces gruesas y profundas que contienen un látex blanco que es aparente cuando se corta.

## Taxonomía
Asteraceae tiene más de 1,620 géneros y 23,600 especies, que contienen hierbas, arbustos y árboles que conforman una de las familias de plantas más grandes. Algunas especies son cultivos alimentarios valiosos o producen aceites de cocina. Los miembros de la familia Asteraceae tienen flósculos, cabezas de flores pequeñas con muchas flores pequeñas. Una fruta sembrada está presente con una cubierta externa dura. Las hojas son compuestas dispuestas alternativamente a lo largo del tallo. La faceta más descriptiva de esta especie son sus flores, que tienen inflorescencias que se asemejan a flores individuales. La mayoría de las familias tienen flores en la fila más externa que son planas y tienen una corola alargada que es como un pétalo individual de flores similares. El pistilo de las hembras contiene dos carpelos, que se fusionan para formar un ovario con un estilo terminal. El ovario tiene un óvulo único que surge de la base.
Lactuca es un género de plantas con flores en la familia Asteraceae que comúnmente se conoce como "lechuga". El género contiene al menos 50 especies en todo el mundo.

## Rango y Hábitat
Se encuentra comúnmente en todos los condados de Illinois, EE. UU., Se puede encontrar en la Reserva Ecológica Fred E. Stanback en el campus de Catawba College en Salisbury, Carolina del Norte, en todos los estados de los Estados Unidos, excepto en Nevada y Arizona, y en la mayoría de las provincias en Canadá. El estado nativo se encuentra en Canadá y los 48 estados más bajos.
Los hábitats son húmedos o ligeramente secos con Lactuca canadensis que se encuentra en el suelo negro, arcilla y grava, así como en bosques, matorrales, sabanas, orillas de lagos y ríos, claros de piedra caliza, hileras de cercas, pastizales, campos abandonados, espacios eléctricos, carreteras y lados del ferrocarril, lotes baldíos y áreas de desecho. Es más común en hábitats degradados y perturbados, como praderas, pero también puede encontrarse en hábitats ricos y diversos, de alta calidad.

## Usos
Lactuca canadensis contiene lactucarium, que es la savia lechosa (látex blanco) que fluye a través del tallo, las hojas y las raíces de la planta. Se usa como hierba medicinal cuando se seca después del contacto con el aire. Una publicación de supervivencia, The Lost Ways, afirma que sus hojas frescas se pueden usar para crear una solución que puede actuar como un analgésico y se puede almacenar para su uso posterior. Puede ser usado como tratamientos medicinales por sus propiedades anodinas, antiespasmódicas, digestivas, diuréticas, hipnóticas, narcóticas y sedantes. Las concentraciones de lactucarium son bajas en las plantas jóvenes, pero aumentan en las plantas más viejas, que se encuentran más altas en el período de floración. La savia se puede aplicar a la piel en uso para el tratamiento de verrugas externas. Se ha considerado tan valioso en el tratamiento como un remedio para el insomnio y la artritis muscular. Es una hierba relajante y sedante que se usa para inducir el sueño y para calmar la inquietud y la ansiedad.
No se ha considerado que las plantas sean tóxicas, sin embargo, algunas plantas del género contienen un principio narcótico que tiene su mayor concentración en el período de floración. Las hojas jóvenes y los tallos pueden ser comestibles, cocidos y comidos como verduras.

## Plagas
El pastoreo de venados en el Área de Historia Natural de Cedar Creek en Minnesota ha afectado la altura y el crecimiento vertical de Lactuca canadensis, que no es capaz de compensar y recuperarse del daño resultante del pastoreo de venados. El jilguero oriental ocasionalmente come semillas, limitando la dispersión. Los mamíferos herbívoros hojean el follaje a pesar del látex amargo. Conejo de cola de algodón come hojas de plantas jóvenes. También se ha visto que los caballos, el ganado y las ovejas pastan en la planta.

## Cultivo
El cultivo es preferiblemente en condiciones húmedas a ligeramente secas y en pleno a parcial sol. El suelo arcilloso es mejor para la fertilidad, sin embargo, se tolera un suelo franco-arcilloso y grave. El tamaño varía según las condiciones de crecimiento, puede parecerse a una maleza.
Se ha visto que se hibrida violentamente con Lactuca ludoviciana y es difícil diferenciar entre las dos especies.